# Castelnuovo Calcea
Castelnuovo Calcea (piemontiul: Castelneuv Brusà) település Olaszországban, Piemont régióban, Asti megyében. Lakosainak száma 690 fő (2023. január 1.). Castelnuovo Calcea Agliano, Moasca, Mombercelli, Montegrosso d’Asti, Nizza Monferrato, Vinchio és San Marzano Oliveto községekkel határos.

## Népesség
A település lakossága az elmúlt években az alábbi módon változott:
| Lakosok száma | 754  | 742  | 690  |
|               | 2017 | 2018 | 2023 |